# Sempronius Densus
Sempronius Densus (* unbekannt; † 15. Januar 69 in Rom) war ein Centurio der Prätorianergarde. Er zeichnete sich durch seinen Mut bei der Verteidigung Kaiser Galbas gegen dessen Mörder aus, verlor dabei jedoch sein Leben.

## Leben
Über das Leben des Sempronius Densus ist kaum etwas bekannt. Lediglich der Ablauf seines letzten Lebenstages und die Umstände seines Todes sind in den antiken Quellen erhalten:
Am 15. Januar 69 n. Chr. führte Marcus Salvius Otho einen Putsch gegen Galba aus. Dies geschah, weil der Kaiser sich in der Nachfolgerfrage für Lucius Calpurnius Piso Frugi Licinianus entschieden hatte, anstatt seinen früheren Gefolgsmann, der sich Hoffnungen gemacht hatte ihm nachzufolgen, auszuwählen. Sempronius Densus versah an diesem Tag Dienst in der Prätorianerkohorte, die mit der Bewachung des Palastes an diesem Tag beauftragt war und deren Loyalität Piso nach dem Bekanntwerden des Putsches überprüfen sollte. Densus gehörte ebenso zu den Soldaten, die sich während der Ansprache Pisos nicht aus dem Staub machten, wie dies die Leibgarde tat, sondern auf ihrem Posten blieben. Nachdem Galba sich entschlossen hatte, aktiv dem Putsch entgegenzutreten und den Palast zu verlassen anstatt sich darin zu verschanzen, wurde er durch die verbliebenen Prätorianer und eine Menschenmenge auf das Forum begleitet. Dorthin stürmten auch die Soldaten Othos, die im Prätorianerlager bewaffnet worden waren, nachdem dort das Gerücht umging, dass Galba den Pöbel bewaffnen ließe, und trieben die Menge auseinander. Beim Anblick der Bewaffneten fiel nun auch der Rest der Palastkohorte von Galba ab und lief zu Otho über, der Kaiser selbst wurde im Chaos aus seiner Sänfte geschleudert. Einzig Sempronius Densus war bei Galba zurückgeblieben und erfüllte seine Pflicht, obwohl er keinerlei Gefälligkeiten von diesem erhalten hatte. Die Darstellung der nun folgenden Ereignisse variiert in den Quellen:
Plutarch schildert, dass Densus zuerst seinen Zenturionenstab gezogen und die Prätorianer im Befehlston angerufen habe, dass sie den Kaiser verschonen sollten. Als diese nicht reagierten und näher kamen, habe er sein Schwert gezogen und so lange gegen die Angreifer gekämpft, bis er durch eine Wunde in der Leiste gefallen sei.
Die Beschreibung Cassius Dios ähnelt der des Plutarch, jedoch wurde in dessen Schilderung der Ereignisse Sempronius Densus über dem Körper Galbas getötet, nachdem er mit seiner Verteidigung nichts erreichen konnte.
Die Version des Tacitus unterscheidet sich von den beiden anderen Darstellungen dadurch, dass Densus hier mit dem Schutz Pisos beauftragt war und diesem durch sein Opfer Zeit zur Flucht verschaffte. Dennoch wurde Piso später durch die Prätorianer im Vestatempel, in dem er Zuflucht gesucht hatte, getötet.

## Bewertung durch die Quellen
Das Bild, das von Sempronius Densus gezeichnet wird, ist durchweg positiv und er erfährt für seine Tat und seinen Mut eine hohe Anerkennung:
Cassius Dio schreibt, dass er die Person sei, die am meisten erwähnenswert sei. Bei Tacitus wird Densus als ein hervorragender Mann bezeichnet. Das höchste Maß an Wertschätzung erfährt Sempronius Densus bei Plutarch, der über diesen schreibt, dass er der einzige Mann gewesen sei, der des römischen Imperiums wert gewesen sei.